# 호세 마리아 누녜스 우레솔라
호세 마리아 누녜스 우레솔라(스페인어: José María Núñez Urrezola, 1952년 1월 22일, 바스크 주 톨로사 ~)는 스페인의 전직 프로 축구 선수이자 감독으로, 현역 선수 시절 좌측 수비수로 활약했다.
그는 11시즌 동안 라 리가에서 197경기 출장 2골을 기록했고, 이 중 10년을 아틀레틱 빌바오와 동행하여 기록을 세웠다.

## 클럽 경력
기푸스코아 도 톨로사 출신인 누녜스는 아틀레틱 빌바오의 유소년부를 졸업해 1971년에 2군 소속으로 성인 무대 신고식을 치렀다. 그는 2년 후에 1군으로 올라섰지만, 처음 3년 동안 5번의 라 리가 경기에 출전하는데 그쳤고, 이 중 첫 경기는 1974년 9월 7일에 0-2로 패한 말라가와의 원정 경기였다.
스포르팅 히혼으로 2년동안 임대된 그는 세군다 디비시온에서 임대 1년차를 보냈고, 1978년 여름, 누녜스는 친정 구단으로 복귀해 8년 동안 원 소속 구단에서 주전으로 활약했다. 1982년부터 1984년까지 사자 군단은 리그를 2년 연속 우승했고, 그 과정에서 그는 도합 50경기에서 90분을 소화했으며, 1984년 코파 델 레이에서는 결승전에서 바르셀로나를 1-0으로 제치고 우승했다.
1986-87 시즌과 1987-88 시즌을 2부 리그 세스타오에서 보낸 누녜스는 거의 36세가 되어 축구화를 벗었다. 은퇴 직후, 그는 아모레비에타의 감독으로 취임했다.

## 수상
아틀레틱 빌바오
- 라 리가: 1982–83,[6] 1983–84[7]
- 코파 델 레이: 1983–84[8]
- 수페르코파 데 에스파냐: 1984[9] (아틀레틱 빌바오는 2관왕을 달성함에 따라 자동으로 수페르코파 데 에스파냐를 차지했다)

스포르팅 히혼
- 세군다 디비시온: 1976–77